# Robert Johnson
Robert Leroy Johnson (Hazlehurst, 8 maggio 1911 – Greenwood, 16 agosto 1938) è stato un cantautore e chitarrista statunitense.
Tra le massime leggende della musica blues, è considerato uno dei più grandi e influenti musicisti del ventesimo secolo.
Fece parte della scena blues sorta nella zona del delta del Mississippi (Delta Blues) nei primi decenni del Novecento: la sua oscura biografia, scarsamente documentata, e la sua morte misteriosa all'età di soli ventisette anni hanno contribuito notevolmente ad alimentare le fosche leggende sulla sua figura già circolanti in vita.
La sorprendente combinazione di tecnica chitarristica, canto e improvvisazione caratterizzante le sue ventinove storiche registrazioni, effettuate tra il 23 novembre 1936 e il 20 giugno 1937, ha costituito una base imprescindibile per intere generazioni di musicisti a venire tra cui Muddy Waters, Bob Dylan, i Rolling Stones, i Cream, gli Allman Brothers, Johnny Winter, Eric Clapton, Jimi Hendrix, Jeff Beck e i Led Zeppelin. Fa parte del cosiddetto Club 27, il gruppo di grandi artisti morti a 27 anni. Johnson è infatti morto a tale età il 16 agosto 1938 in circostanze misteriose.
Il 23 gennaio 1986 è stato tra i primi musicisti a essere introdotti nella Rock and Roll Hall of Fame, segnatamente nella categoria Early Influences, mentre la rivista Rolling Stone l'ha collocato alla settantunesima posizione nella lista dei cento migliori chitarristi della storia.

## Biografia
Poche sono le notizie attendibili sulla sua vita privata: nasce l'8 maggio 1911 ad Hazlehurst, nel Mississippi, da una relazione extraconiugale della madre Julia Dodds con Noah Johnson, dopo che il marito di Julia, Charles Dodds Jr., l'aveva abbandonata per un'altra donna.
Sin da bambino si appassiona alla musica e il suo fratellastro gli insegna a suonare l'armonica a bocca, per poi passare alla chitarra. Dopo un periodo trascorso a Memphis, si sposa nel 1929 con Virginia Travis e si trasferisce a Robinsonville. L'anno successivo la moglie sedicenne muore nel dare alla luce una bambina, morta a sua volta durante il parto; sconvolto dal fatto, Johnson comincia a vagare fra le città del Mississippi, divenendo un donnaiolo e un forte bevitore. Nel 1931 incontra e sposa Calletta Craft e decide di trasferirsi nel villaggio di Copiah County, ma la crescente passione per la musica porta Robert sempre più distante dalla moglie e anche questa unione coniugale finisce.

### Il patto con il Diavolo
(Eric Clapton)
Narra la leggenda, alimentata anche dallo stesso Johnson, che questi avesse stretto un patto col Diavolo vendendogli la sua anima in cambio della capacità di suonare la chitarra come nessun altro; tale diceria è sorta e si è consolidata negli anni a seguito di diversi fatti: la sua stupefacente tecnica chitarristica, basata sul fingerpicking e tuttora considerata come una delle massime espressioni del delta blues, le evocazioni generate dalla sua voce e dalle complesse strutture chitarristiche che ha elaborato e il sinistro contenuto dei suoi testi che, seppur largamente improvvisati come era ovvio per il genere all'epoca, spesso narravano di spettri e demoni quando non si riferivano esplicitamente al suo diabolico accordo. A dare adito alla storia contribuirono inoltre i racconti dei vari musicisti che lo conobbero e che riferiscono della sua iniziale goffaggine nel suonare la chitarra: in base a questi racconti, peraltro tutti concordanti, Johnson scomparve dopo la morte della moglie per poi riapparire, l'anno successivo, dotato di una bravura e di un'espressività tali da lasciare tutti allibiti.
Voci dell'epoca tramandano di un incontro, avvenuto allo scoccare della mezzanotte presso un crocevia desolato, tra Johnson e un misterioso uomo in nero, il quale gli avrebbe concesso un ineguagliabile talento chitarristico in cambio della sua anima. In realtà la versione "ufficiale" è che Johnson, nel corso del suo vagare, abbia incontrato un misterioso bluesman di nome Ike Zimmerman, il quale ebbe a fargli da maestro. La sinistra figura di Zimmerman risulta comunque celata da un fitto velo di mistero: l'unica certezza, nel completo oblìo sui suoi dati biografici, riguarda la sua abitudine di suonare nei cimiteri, tra le tombe, nota al punto da venire additato quale emissario del demonio.
Altri aneddoti tramandano di come Johnson fosse capace di riprodurre nota per nota qualsiasi melodia ascoltasse, fosse per radio come in un locale affollato, e senza porvi la benché minima attenzione.

### La morte
(Greil Marcus)

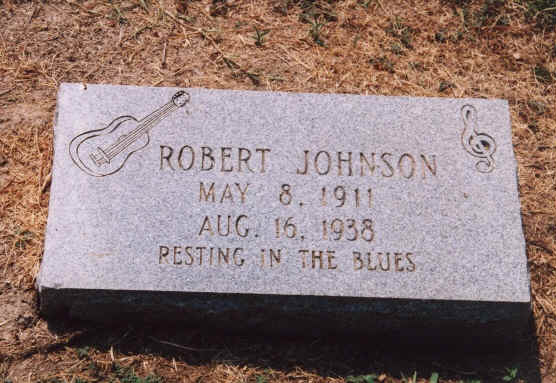
La lapide di Robert Johnson

Muore improvvisamente il 16 agosto 1938, all'età di 27 anni, a Greenwood, nel suo Mississippi. Non è possibile definire con certezza quali furono le ragioni del decesso: il certificato di morte, registrato all'Ufficio di Stato Civile di Jackson il 18 agosto, non attribuisce il decesso ad alcuna causa specifica e segnala oltretutto che la ragione della sua dipartita sia da ricercarsi anche nel fatto che nessun medico abbia avuto modo (non si sa per quale motivo) di prestargli cure nella fase dell'agonia.
Le testimonianze di Sonny Boy Williamson II e David Honeyboy Edwards attestano che la notte del 13 agosto Robert Johnson si trovava a suonare con loro al Three Forks, un locale a quindici miglia da Greenwood, nel quale i tre suonavano ogni sabato sera a seguito di un ingaggio che durava da alcune settimane. Era apparso subito evidente come Johnson avesse una storia con la moglie del gestore del locale, il quale era consapevole del fatto pur continuando a contattarlo lo stesso. Racconta Sonny Boy che durante la serata, complici l'alcol e l'atmosfera di grande eccitazione, gli atteggiamenti dei due furono talmente spudorati da risultare persino imbarazzanti. Altrettanto chiara era la rabbia dipinta sul volto del barman.
Quando, durante una pausa, venne passata a Robert una bottiglia da mezza pinta di whisky senza tappo, Sonny Boy gliela fece cadere di mano, avvertendolo che non era prudente bere da una bottiglia aperta; nondimeno proprio Johnson si infuriò e bevve con stizza la successiva bottiglia, ugualmente passatagli già stappata. Poco dopo risultò evidente che Johnson non era più in condizione di suonare, al punto che lasciò la chitarra e si alzò per andare via in stato confusionale. Fu accompagnato a casa di un amico, dove dopo poche ore iniziò a delirare, mostrando i primi segni di avvelenamento, che lo portò poi alla morte il martedì successivo nella casa dove viveva, dopo due giorni di intensa agonia.

### La tomba
La vera tomba di Robert Johnson non è stata ancora ufficialmente identificata. Nei dintorni di Greenwood ci sono infatti ben tre pietre tombali con il nome dell'artista inciso sopra:
- nel cimitero della Chiesa Missionaria Battista di Mount Zion a Morgan City, poco distante da Greenwood, c'è un grande obelisco, posto nel 1990 su una lapide preesistente, con incisi tutti i titoli dei blues di Robert Johnson. L'opera è stata pagata dalla Columbia Records e da privati del Mont Zion Memorial Fund. Secondo gli ultimi studi, è da considerarsi il sito più attendibile per la sua tomba.
- Resting in the Blues è la frase scritta su una piccola lapide intestata a Robert Johnson nel cimitero di Payne Chapel vicino a Quito.
- La Sony Music ha restaurato la lapide sul terzo sito, sotto un enorme albero nel cimitero della Little Zion Church a nord di Greenwood lungo la Money Road.

## Stile musicale
Robert Johnson è oggi considerato uno dei più grandi maestri del blues, in particolare dello stile del Delta; Keith Richards annunciò, nel 1990, riferendosi a Johnson, che per capire quanto fosse fenomenale la musica blues uno dei modi migliori era ascoltare le sue canzoni. Johnson è molto rispettato per l'abilità che aveva di fondere vari stili musicali provenienti da differenti zone dell'America e per la sua capacità di reinterpretare con la chitarra una melodia appena udita.
La sua prima canzone, Kind Hearted Woman Blues, in contrasto con la prevalenza dei brani di Delta Blues dell'epoca, aveva una melodia che richiamava alla mente lo stile del blues di Chicago o di Saint Louis, con un arrangiamento pieno di variazioni. Molte sue canzoni fondevano elementi presi da altre correnti del blues come, ad esempio, il Texas blues. Per questo oggi alcuni considerano Johnson il primo vero musicista del Delta blues a mostrare interesse per stili di blues provenienti da altre zone, inserendoli nei suoi brani e venendo da essi influenzato per la composizione delle sue canzoni.

### Voce
(Bob Dylan)
Una importante particolarità dello stile interpretativo di Johnson era la sua voce molto acuta, in contrasto con lo stile tipico del canto blues dell'epoca; questo rendeva i suoi brani particolarmente emotivi. Eric Clapton descrisse il canto di Johnson come "il più potente pianto che penso possa trovarsi nella voce umana" ("the most powerful cry that I think you can find in the human voice.").

### Strumento
(Marc Myers, Wall Street Journal)
Johnson viene oggi considerato uno dei più grandi chitarristi blues di tutti i tempi. Il suo approccio alla chitarra era estremamente avanzato e complesso per l'epoca. Quando Keith Richards ascoltò per la prima volta una canzone di Johnson, grazie a Brian Jones che gli fece ascoltare un disco del bluesman, replicò: "Chi è l'altro tipo che suona con lui?", non rendendosi conto che Johnson stesse suonando la chitarra da solo. In seguito disse che Johnson da solo suonava come un'intera orchestra.

### I testi
(Robert Johnson, Hellhound on my Trail)
(Bill Ferris)
I testi delle canzoni di Johnson sono considerati estremamente evocativi, nonché vero esempio di poesia nella musica blues. A proposito di ciò, nel programma The story with Dick Gordon, Bill Ferris paragonò Johnson ad un poeta romantico britannico, dicendo inoltre che Jonhson meriterebbe di essere sepolto assieme a Keats o Shelley. Il critico musicale italiano Piero Scaruffi giudicò Johnson come "il più grande poeta-cantante della solitudine nella storia del blues".

## Le incisioni

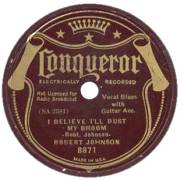
Etichetta di I Believe I'll Dust My Broom

Complice la sua prematura scomparsa, le incisioni effettuate da Robert Johnson risultano essere limitate a sole 29 tracce; per 13 di esse è stato possibile rinvenire anche le rispettive alternate take – all'epoca scartate in quanto giudicate meno brillanti delle versioni poi pubblicate su 78 giri – per un totale di 42 registrazioni complessivamente note.
Un certo H.C. Speirs, negoziante di dischi di Jackson, presentò Robert Johnson ad Ernie Oertle, un famoso scopritore di talenti; quest'ultimo organizzò per lui alcune sedute di registrazione in una stanza d'albergo (sul cui nome non vi sono certezze) a Dallas. In sole cinque sessioni fra il novembre del 1936 ed il giugno del 1937 vennero incise le 29 canzoni che rappresentano l'intera discografia di Robert Johnson.
Negli ultimi anni tra le cerchie di appassionati hanno preso sempre maggior piede dubbi sulle reali tonalità e velocità di esecuzione di Robert Johnson: secondo i sostenitori di questa teoria le registrazioni dei pezzi del bluesman sarebbero state velocizzate, deliberatamente o meno, di circa il 20% in fase di stampa.
Se ciò fosse vero, questo significherebbe che la reale voce di Johnson sarebbe molto meno acuta di come la ascoltiamo oggi.
La teoria si basa su un'analisi dello stile strumentale di Jonhson: per eseguire i brani esattamente come li sentiamo oggi dalle sue registrazioni, il bluesman avrebbe dovuto utilizzare in diversi pezzi un capotasto al quarto tasto, spingendosi durante l'esecuzione in posizioni chitarristicamente scomode, in particolar modo sui modelli di chitarra che si suppone egli suonasse.
Effettivamente il consorzio OKeh/Vocalion, che pubblicò originariamente il materiale, era noto per la sua prassi di aumentare il numero di giri al minuto delle sue incisioni (dai 78 agli 81) per fare suonare i brani maggiormente moderni e aggressivi. Essendo oggigiorno le fonti originali delle registrazioni andate perdute, non è possibile verificare se effettivamente ci sia stato un intervento di questo tipo da parte dei tecnici del suono.

### Le 29 tracce
La seguente tabella elenca le 29 tracce incise da Johnson nell'arco della propria carriera. Da notare che per alcune di esse esistono ancora delle alternate take, ossia delle registrazioni alternative di uno stesso brano, effettuate per permettere di scegliere la versione migliore. Le sessioni di registrazione furono cinque: le prime tre (tracce 1-16) effettuate a San Antonio, in Texas nel novembre del 1936: le ultime due (tracce 17-29) effettuate a Dallas, sempre in Texas, nel giugno del 1937.
| Traccia | Titolo                                    | Take | Data di registrazione    | Luogo di registrazione |
| ------- | ----------------------------------------- | ---- | ------------------------ | ---------------------- |
| 1       | Kind Hearted Woman Blues                  | 2    | Lunedì 23 novembre 1936  | San Antonio, Texas     |
| 2       | I Believe I'll Dust My Broom              | 1    | Lunedì 23 novembre 1936  | San Antonio, Texas     |
| 3       | Sweet Home Chicago                        | 1    | Lunedì 23 novembre 1936  | San Antonio, Texas     |
| 4       | Ramblin' on My Mind                       | 2    | Lunedì 23 novembre 1936  | San Antonio, Texas     |
| 5       | When You Got a Good Friend                | 2    | Lunedì 23 novembre 1936  | San Antonio, Texas     |
| 6       | Come On in My Kitchen                     | 2    | Lunedì 23 novembre 1936  | San Antonio, Texas     |
| 7       | Terraplane Blues                          | 1    | Lunedì 23 novembre 1936  | San Antonio, Texas     |
| 8       | Phonograph Blues                          | 2    | Lunedì 23 novembre 1936  | San Antonio, Texas     |
| 9       | 32-20 Blues                               | 1    | Giovedì 26 novembre 1936 | San Antonio, Texas     |
| 10      | They're Red Hot                           | 1    | Venerdì 27 novembre 1936 | San Antonio, Texas     |
| 11      | Dead Shrimp Blues                         | 1    | Venerdì 27 novembre 1936 | San Antonio, Texas     |
| 12      | Cross Road Blues                          | 2    | Venerdì 27 novembre 1936 | San Antonio, Texas     |
| 13      | Walkin' Blues                             | 1    | Venerdì 27 novembre 1936 | San Antonio, Texas     |
| 14      | Last Fair Deal Gone Down (Robert Johnson) | 1    | Venerdì 27 novembre 1936 | San Antonio, Texas     |
| 15      | Preachin' Blues (Up Jumped the Devil)     | 1    | Venerdì 27 novembre 1936 | San Antonio, Texas     |
| 16      | If I Had Possession Over Judgement Day    | 1    | Venerdì 27 novembre 1936 | San Antonio, Texas     |
| 17      | Stones in My Passway                      | 1    | Sabato 19 giugno 1937    | Dallas, Texas          |
| 18      | I'm a Steady Rollin' Man                  | 1    | Sabato 19 giugno 1937    | Dallas, Texas          |
| 19      | From Four Till Late                       | 1    | Sabato 19 giugno 1937    | Dallas, Texas          |
| 20      | Hellhound on My Trail                     | 1    | Domenica 20 giugno 1937  | Dallas, Texas          |
| 21      | Little Queen of Spades                    | 2    | Domenica 20 giugno 1937  | Dallas, Texas          |
| 22      | Malted Milk                               | 1    | Domenica 20 giugno 1937  | Dallas, Texas          |
| 23      | Drunken Hearted Man Take                  | 2    | Domenica 20 giugno 1937  | Dallas, Texas          |
| 24      | Me and the Devil Blues                    | 2    | Domenica 20 giugno 1937  | Dallas, Texas          |
| 25      | Stop Breakin' Down Blues                  | 2    | Domenica 20 giugno 1937  | Dallas, Texas          |
| 26      | Traveling Riverside Blues                 | 2    | Domenica 20 giugno 1937  | Dallas, Texas          |
| 27      | Honeymoon Blues                           | 1    | Domenica 20 giugno 1937  | Dallas, Texas          |
| 28      | Love In Vain Blues                        | 2    | Domenica 20 giugno 1937  | Dallas, Texas          |
| 29      | Milkcow's Calf Blues Take                 | 2    | Domenica 20 giugno 1937  | Dallas, Texas          |

## Discografia su CD
Viene qui riportata la sola discografia essenziale delle riedizioni in CD, omettendo i 78 giri singolarmente pubblicati negli anni '30 e i successivi compendi in vinile.
- 1990 - The Complete Studio Recordings (Robert Johnson) - 2CD
- 1994 - King of the Delta Blues Singers, Vol. 1
- 1997 - King of Delta Blues
- 2003 - Martin Scorsese Presents the Blues: Robert Johnson
- 2004 - King of Delta Blues Singers, Vol.2
- 2011 - The Complete Recordings - Centennial Collection - 2CD - Edizione Sony Columbia-Legacy completamente restaurata e rimasterizzata, pubblicata in occasione del centenario dalla nascita di Johnson.

## Cover
Molti artisti hanno realizzato cover delle canzoni di Johnson, tra cui:
- Eric Clapton un intero album con solo brani di Robert Johnson : Me and Mr. Johnson
- I Led Zeppelin hanno realizzato una rivisitazione di Travelling Riverside Blues nell'album Coda
- I White Stripes hanno realizzato una cover di Stop Breakin' Down Blues nel loro primo disco, The White Stripes.
- I Rolling Stones inclusero una cover di Love in Vain nel loro album Let It Bleed (1969), e una cover di Stop Breaking Down nel loro album Exile on Main St. (1972)
- I Red Hot Chili Peppers hanno realizzato una cover di They're Red Hot nell'album Blood Sugar Sex Magik del 1991
- I Cream hanno realizzato una cover di Cross Roads Blues cambiando leggermente il titolo in Crossroads.
- I The Blues Brothers hanno realizzato una cover di Sweet Home Chicago.
- I Gun Club incisero una cover di Preaching Blues che venne pubblicata su Fire of Love (nel disco viene chiamata Preaching The Blues).
- La band southern rock Santa Leandra di Montegranaro gli ha tributato l'inedito L'uomo del crossroad.

## Premi e riconoscimenti

### Grammy Awards
| Year | Category              | Title                                           | Genre | Label                | Results |
| ---- | --------------------- | ----------------------------------------------- | ----- | -------------------- | ------- |
| 1990 | Best Historical Album | The Complete Studio Recordings (Robert Johnson) | Blues | Sony/Columbia Legacy | Winner  |

### Grammy Hall of Fame
| Year Recorded | Title            | Genre          | Label    | Year Inducted |
| ------------- | ---------------- | -------------- | -------- | ------------- |
| 1936          | Cross Road Blues | Blues (Single) | Vocalion | 1998          |

### National Recording Registry
The Complete Studio Recordings (Robert Johnson) di Robert Johnson (1936–1937) fu incluso nella National Recording Preservation Board della Library of Congress' National Recording Registry nel 2003. Qui vengono preservate le opere considerate "culturalmente, storicamente, o esteticamente significative."

### Rock and Roll Hall of Fame
La Rock and Roll Hall of Fame incluse quattro canzoni di Robert Johnson nella lista delle 500 canzoni significative per la nascita del rock and roll, con un memoriale per Johnson che recitava:
"Robert Johnson stands at the crossroads of American music, much as a popular folk legend has it he once stood at Mississippi crossroads and sold his soul to the devil in exchange for guitar-playing prowess."
| Year Recorded | Title                 |
| ------------- | --------------------- |
| 1936          | Sweet Home Chicago    |
| 1936          | Cross Road Blues      |
| 1937          | Hellhound on My Trail |
| 1937          | Love in Vain          |

### The Blues Foundation Awards
| Robert Johnson: Blues Music Awards |                          |                                                 |        |
| Year                               | Category                 | Title                                           | Result |
| 1991                               | Vintage or Reissue Album | The Complete Studio Recordings (Robert Johnson) | Winner |

### Onori e introduzioni
Il 17 settembre 1994, la U.S. Post Office dedicò a Robert Johnson un francobollo commemorativo da 29 centesimi.
| Year | Title                              | Results  | Notes                         |
| ---- | ---------------------------------- | -------- | ----------------------------- |
| 2006 | Grammy Lifetime Achievement Award  | Winner   | accepted by son Claud Johnson |
| 2000 | Mississippi Musicians Hall of Fame | Inducted |                               |
| 1986 | Rock and Roll Hall of Fame         | Inducted | Early Influences              |
| 1980 | Blues Hall of Fame                 | Inducted |                               |

### Album tributo
Di seguito, la lista degli album tributo a Robert Johnson:
| Artist                     | Album                       | Year |
| -------------------------- | --------------------------- | --- |
| Rory Block                 | The Lady and Mr Johnson     | 2006 (2007 Acoustic Blues Album of the Year)                                                                                    |
| Eric Clapton               | Me and Mr. Johnson          | 2004 |
| Eric Clapton               | Session for Robert J.       | 2004 |
| Peter Green Splinter Group | The Robert Johnson Songbook | 1998 |
| Peter Green Splinter Group | Hot Foot Powder             | 2000 |
| Peter Green Splinter Group | Me and the Devil            | 2001 (A 3-CD set consisting of The Robert Johnson Songbook and Hot Foot Powder with 1 CD of original Robert Johnson recordings) |
| John Hammond               | At the Crossroads           | 2003 |
| Todd Rundgren              | Todd Rundgren's Johnson     | 2010 |
| Big Head Blues Club        | 100 Years of Robert Johnson | 2011 |
| Thunder                    | Robert Johnson's Tombstone  | 2006 |
| Paul Williams              | In Memory of Robert Johnson | recorded in 1970, released in 1973                                                                                              |

## Filmografia

### Documentari su Johnson
- Hellhounds On My Trail: The Afterlife of Robert Johnson (2000)
- Sessions for Robert J. (2004)
- ReMastered: Devil at the Crossroads (2019)

### Film su Johnson
- Mississippi Adventure (Crossroads, 1986) - Film di Walter Hill, con Ralph Macchio. La storia narra di un ragazzo che cerca di trovare la trentesima traccia mai incisa da Robert Johnson. A questo film partecipano anche i musicisti Steve Vai e Ry Cooder.
- Can't You Hear the Wind Howl? (1998) - Film documentario sulla vita di Robert Johnson.

### Serie TV su Johnson
Appare in un episodio di Supernatural e in uno di Timeless, in cui è protagonista.